# Nazarín
A Nazarín egy 1959-ben bemutatott mexikói filmdráma Luis Buñuel rendezésében. Az 1959-es cannes-i filmfesztiválon nemzetközi díjat nyert.

## Történet
|  | Alább a cselekmény részletei következnek! |

Nazarín katolikus pap, aki prostituáltak, tolvajok között él, segíteni próbál rajtuk, ahogy tud. Környezete kitagadja, megveti, így vándorprédikátornak szegődik, bejárja az országot. Vándorlásai során mellé szegődik két asszony is, akik csodatevőnek tartják. Később mind a hármukat letartóztatják és börtönbe zárják.
A pap neve játék a nagyon sokféle jelentés asszociálására alkalmas nazarénus szóval.

## Szereplők
- Francisco Rabal – Nazario atya
- Marga López – Beatriz
- Rita Macedo – Andara
- Jesús Fernández – Ujo

## Háttér
Buñuel ebben a filmjében is az igaz hitet és a közönyös, érzéketlen valóságot mutatja be, nem nélkülözve az egyházellenes elemeket sem. Buñuel bizonyos rokonszenvet mutat az önzetlen és önfeláldozó Nazarín atya iránt, de azt világosan érzékelteti, hogy az efféle önzetlenség korunk világában kilátástalan eredményekhez vezet és pusztulást okoz. A film egyben leszámolás a megváltó-várással, megváltással, mivel világunk Buñuel szerint érzéketlen és megváltani bolondság volna.

## Díjak, jelölések

### Cannes-i fesztivál(1959)
- díj: nemzetközi díj (Luis Buñuel)
- jelölés: Arany Pálma (Luis Buñuel)

### Bodil-díj (1961)
- díj: legjobb nem európai film (Luis Buñuel)

## Külső hivatkozások
- Nazarín a PORT.hu-n (magyarul)